# Challenger de Tenerife II 2023
El torneo Tenerife Challenger II 2023 fue un torneo de tenis perteneció al ATP Challenger Tour 2023 en la categoría Challenger 80. Se trató de la 3ª edición; el torneo tuvo lugar en la ciudad de Tenerife (España), desde el 30 de enero hasta el 5 de febrero de 2023 sobre pista dura al aire libre.

## Jugadores participantes del cuadro de individuales
| Favorito | País                    | Jugador              | Rank1 | Posición en el torneo |
| -------- | ----------------------- | -------------------- | ----- | --------------------- |
| 1        | Bandera de Italia       | Francesco Passaro    | 120   | Segunda ronda         |
| 2        | Bandera de Italia       | Matteo Arnaldi       | 134   | CAMPEÓN               |
| 3        | Bandera de Italia       | Raúl Brancaccio      | 145   | FINAL                 |
| 4        | Bandera de Austria      | Filip Misolic        | 148   | Segunda ronda         |
| 5        | Bandera del Reino Unido | Ryan Peniston        | 149   | Segunda ronda         |
| 6        | Bandera vacío           | Alexander Shevchenko | 157   | Baja                  |
| 7        | Bandera de España       | Carlos Taberner      | 170   | Cuartos de final      |
| 8        | Bandera de Francia      | Benoît Paire         | 172   | Primera ronda         |

- 1 Se ha tomado en cuenta el ranking del 16 de enero de 2023.

### Otros participantes
Los siguientes jugadores recibieron una invitación (wild card), por lo tanto ingresan directamente al cuadro principal (WC):
- Nicolás Álvarez Varona
- Martín Landaluce
- Salvatore Caruso

Los siguientes jugadores ingresan al cuadro principal tras disputar el cuadro clasificatorio (Q):
- Daniel Cox
- Matteo Gigante
- Shintaro Mochizuki
- Alejandro Moro Cañas
- Gian Marco Moroni
- Valentin Royer

## Campeones

### Individual Masculino
- Matteo Arnaldi derrotó en la final a  Raúl Brancaccio, 6–1, 6–2

### Dobles Masculino
- Christian Harrison /  Shintaro Mochizuki derrotaron en la final a  Matteo Gigante /  Francesco Passaro, 6–4, 6–3